# Atletiek op de Paralympische Zomerspelen 2024 - Kogelstoten mannen F57
Het Kogelstoten voor mannen klasse F57 op de Paralympische Zomerspelen 2024 vond plaats op 6 september in het Stade de France. Deze klasse is voor atleten met problemen in de onderste ledematen De winnaar van 2020 was Guoshan Wu uit China die in 2024 werd opgevolgd door de Iraniër Yasin Khosravi, het zilver was voor de Braziliaan Thiago Paulino dos Santos en Hokato Hotozhe Sema uit India won de bronzen medaille.

## Records
Voorafgaand aan het toernooi waren dit het wereldrecord en het Paralympisch record.
| Wereldrecord        | Iran Yasin Khosravi | 16.01 | Parijs | 16 juli 2023     |
| Paralympisch record | China Guoshan Wu    | 15.00 | Tokio  | 3 september 2021 |

## Uitslag
| Rang   | Atleet                       | Atleet | #1    | #2    | #3    | #4    | #5    | #6    | Resultaat | Bijz. |
| ------ | ---------------------------- | ------ | ----- | ----- | ----- | ----- | ----- | ----- | --------- | ----- |
| Goud   | Yasin Khosravi               | IRI    | 15.26 | 15.87 | 15.94 | 15.96 | 15.57 | 15.94 | 15.96     | PR    |
| Zilver | Thiago Paulino dos Santos    | BRA    | 13.87 | 14.63 | 15.06 | 14.89 | 14.87 | 14.76 | 15.06     |       |
| Brons  | Hokato Hotozhe Sema          | IND    | 13.88 | 14.00 | 14.40 | 14.65 | 14.15 | 13.80 | 14.65     | PB    |
| 4      | Teijo Koopikka               | FIN    | 14.18 | 14.14 | 13.77 | 14.17 | 14.13 | 13.96 | 14.18     |       |
| 5      | Soman Rana                   | IND    | 13.32 | 14.07 | 13.83 | 13.79 | 13.80 | 13.86 | 14.07     | R30.4 |
| 6      | Pablo Damian Gimenez Reinoso | ARG    | 12.13 | 12.98 | 12.95 | 12.99 | 12.67 | 12.41 | 12.99     |       |
| 7      | Vitolio Kavakava             | FRA    | 12.68 | 12.60 | 12.99 | 11.95 | 11.60 | x     | 12.99     | SB    |
| 8      | Yorkinbek Odilov             | UZB    | 12.30 | 12.09 | 12.95 | 12.41 | 11.73 | 11.74 | 12.95     | PB    |
| 9      | Paulin Mayombo Mukendi       | COD    | 8.93  | 9.58  | 9.28  | 9.85  | 9.92  | 9.32  | 9.92      |       |
| 10     | Nfm Alraoad                  | YEM    | 7.02  | 6.93  | 6.52  | 6.87  | 6.99  | 6.90  | 7.02      | SB    |
| 11     | Ywenson Registre             | HAI    | 6.82  | 6.77  | 6.78  | 6.95  | 6.39  | 6.89  | 6.95      | SB    |
| 12     | Omar Mahdi Abshir            | SOM    | 4.17  | 4.04  | x     | x     | x     | 2.23  | 4.17      | SB    |